# Incheon Munhak Stadium
Incheon Munhak Stadium (též Munhak Stadium či 인천문학경기장) je víceúčelový stadion sloužící zejména pro fotbal a atletiku v Inčchonu v Jižní Koreji. Pojme 49 084 diváků. Domácí zápasy zde hrál fotbalový klub Incheon United. Byl postaven pro Mistrovství světa ve fotbale 2002 a přiléhá k němu Munhak Baseball Stadium.
Stavba začala 20. července 1994 a slavnostní otevření sportovního areálu se konalo 2. prosince 2001. Stavební náklady dosáhly 216 milionů €. Střešní membrána je napnuta ocelovými lany přes 24 sloupů. V té době se stadion ještě jmenoval Incheon World Cup Stadium, protože byl postaven pro Mistrovství světa ve fotbale 2002. Když Inčchon hostil Asijské hry v roce 2014, pořádaly se zde fotbalové zápasy. V roce 2018 se zde konalo Mistrovství světa v League of Legends.